# Talento de barrio (álbum)
Talento de Barrio: Original Motion Picture Soundtrack o simplemente Talento de Barrio es la primera banda sonora del cantante boricua Daddy Yankee, para su primera producción cinematográfica titulada Talento de Barrio. El álbum bien puede pasar como un álbum de estudio, ya que es casi completamente solo, cuenta con 2 colaboración con Randy & Arcángel quienes eran los nuevos talentos más exitosos de esa época. La producción del soundtrack estuvo a cargo de Musicólogo & Menes quienes trabajaron 13 canciones, Luny Tunes, Predikador & Tainy en una y Echo & Diesel quienes grabaron y produjeron el primer sencillo Somos de calle, el cual fue grabado en el año 2005. Este disco se estrenó un día antes que la película, y fue producido por El Cartel Records y Machete Music. Este álbum tuvo nominado en dos categorías de los Grammy Latinos. En 2008 vendió más de 1 Millón de Copias en el mundo.

## Antecedentes
El álbum se comenzó a trabajar a finales del año 2007, luego del término de la gira El Cartel The Big Boss Tour. Aunque en el año 2005 Daddy Yankee grabó 2 canciones para la película, estos fueron Somos de calle y No Es Culpa Mía, este último fue producido por Luny Tunes. El día 26 de diciembre del 2007 se lanzaron 3 canciones nuevas para promocionar el álbum, este EP fue titulado Talento de Barrio: CD Promo, estas incluía una canción que meses antes se había pirateado titulada Block Party junto al dúo Yaga & Mackie, una canción que se grabó originalmente para la película titulada Talento de Barrio interpretada por De La Ghetto, Randy & Arcángel, y dos sencillos promocionales La Fuga y Solido.
En el año 2007 Daddy Yankee firma a dos productores que no se conocían, para que trabajen en su estudio diferentes canciones, ya sea para el mismo Yankee o para otros artistas. Menes era el ayudante de producción de Echo y Musicólogo era un productor del área de Nemecio Canales quien ya llevaba 7 años trabajando en la música y ,además, es el primo de Daddy Yankee. Fue tan bueno el trabajo de estos productores que Daddy Yankee decide lanzar un álbum completamente producido por ellos, siendo Pose un ritmo único y diferente y gracias a este tema Musicólogo & Menes obtienen el apodo de Los De La Nazza. Gracias a Luny Tunes quienes eran los CEO's de Machete Music se firma un contrato por 2 años para la distribución de la música de Daddy Yankee, y para producir 1 álbum, de esta forma se lanza el álbum y 2 días después se lanza el remix de Somos de calle junto a todos los artistas firmados por Machete Music. Este disco a diferencia de lo que venía trabajando no cuenta con ningún artista ni productor extranjero, es una producción fiel al estilo original del Reguetón.

## Recepción

### Recepción comercial
El álbum debutó con 122.000 copias en todo el mundo. El álbum fue un éxito comercial en América Latina y fue certificado platino en Argentina y oro en Perú. En Argentina, el álbum debutó y alcanzó el puesto número 5.
En los Estados Unidos, el álbum debutó en la cima de Billboard Latin Albums y Latin Rhythm Albums vendiendo 26,000 copias en la primera semana. La banda sonora se convirtió en un gran éxito de debut en el Billboard 200, alcanzando el número 13. Cayó al número 23 la semana siguiente, y finalmente al número 35. Su posición final en las listas estaba en el número 191, el 13 de diciembre de 2008. También entró en el Top 5 de la lista Billboard Top Soundtracks alcanzando el número 3, convirtiéndose en la primera banda sonora Top 5 de Daddy Yankee en la lista Top Soundtracks. La banda sonora es también el cuarto álbum número uno consecutivo de Daddy Yankee en la lista Billboard Top Latin Albums.
Daddy Yankee en una rueda de prensa en Buenos Aires recibió el disco de oro que había superado las 20,000 copias vendidas en Argentina.

### Recepción de la crítica
All Music destacó el álbum como más efectivo que su antecesor, además de que Daddy Yankee no vino a conseguir más seguidores, sino, a reivindicar su posición como el mejor exponente de Reguetón. La Tercera en Chile también le dio críticas positivas y recalca que es un disco que está dedicado a sus raíces. Otros medios resaltaron que el álbum se sintió más relajado en cuanto a su producción y esto el mismo Daddy Yankee lo confirmó al comentar que él ahora tuvo el 100 % del control de este proyecto.

## Promoción

### Conciertos
Luego del término de la gira de su anterior álbum El cartel: The Big Boss, Daddy Yankee comenzó a promocionar su película y de paso su álbum en diferentes partes del mundo, partiendo en Róterdam en Holanda, luego en Estados Unidos en el Staples Center de Los Ángeles y oficialmente luego del lanzamiento del álbum con 2 fechas en Buenos Aires, Argentina y 2 fechas en República Dominicana. A Comienzos del año 2009 Daddy Yankee fue invitado a participar de L Festival Internacional de la Canción de Viña del Mar, que celebraba los 50 años del afamado festival, el artista cerró la penúltima noche y se llevó todos los premios. Además de ser el show con más Rating del certamen. Durante el año se presentó en varios escenarios de Estados Unidos ubicados en Atlantic City, Wallingford, Washington D.C, New York, Orlando, Tampa, Miami y Boston, la última parte de la promoción fue en República Dominicana y México.

### Sencillos promocionales
En el año 2005, más exacto en diciembre como contenido del DVD de Barrio fino en directo se lanza el tráiler junto con la canción Mas Problemas bajo la producción de DJ Urba & Diesel, esta canción en el año 2008 se estrenó junto con la película. El 26 de diciembre del 2007 se lanzaron los 2 primeros sencillos promocionales en un EP titulado Talento de Barrio: CD Promo, estos fueron La Fuga la cual presentaba un ritmo de reguetón con unos toques de dancehall y estuvo bajo la producción de Tainy y Nely El Arma Secreta, esta fue la canción que le entregaría el control absoluto a Musicólogo ya que  fue el coproductor de esta, y, junto a Menes, fueron los productores oficiales de Solido la que sería su segundo trabajo lanzado junto a Daddy Yankee y su primera canción como dúo. Junto al EP se estrenó la canción Talento de Barrio de los jóvenes artistas De La Ghetto, Randy & Arcángel y una canción titulada Block Party del dúo Yaga & Mackie junto a Daddy Yankee, pero esta ya se había estrenado meses antes. La canción No Es Culpa Mía no estaba pensada para ser lanzada pero tras la gran aceptación del público se decidió estrenar y se incluyó como el bonus track principal de todas las plataformas digitales. El último sencillo promocional fue Pégalo estrenado el 1 de noviembre de 2008, este fue uno de los temas que no se lanzaron en la versión oficial del álbum, esta bajo la producción de Luny Tunes, Musicólogo & Menes.

### Sencillos
- Somos de calle: fue el primer sencillo oficial del álbum, la canción ofrece una lírica fuerte dedicada a ciertos tipos de personas que se pueden encontrar en los caseríos de Puerto Rico. La canción fue grabada en el año 2005, se pensó lanzar para el álbum Barrio fino en directo, pero se decidió aguantarla, por otra parte en ese año estaba la controversia con Nicky Jam por lo que tiene una parte dedicada a su excompañero en respuesta de la canción Lean Back que lanzó Nicky Jam a comienzos del 2005. El vídeo fue grabado en el año 2006 por el cineasta puertorriqueño George Rivera. La canción no se pensó como un sencillo comercial, pero la aceptación fue tan grande que naturalmente se convirtió en uno de los más grandes éxitos de Daddy Yankee. La canción cuenta con un remix en colaboración de Arcángel, De La Ghetto, Guelo Star, MC Ceja, Julio Voltio, Ñejo, Chyno Nyno, Cosculluela y Baby Rasta. El vídeo del remix fue dirigido por Carlos Martin y su productora Bam Bam DG Films.
- Pose: es el segundo sencillo oficial y el primer sencillo comercial del álbum, fue producido por Musicólogo & Menes, quienes crearon un beat único para el año 2007, esto no le convencía del todo a Daddy Yankee, pero Musicólogo logró convencer al astro boricua y es una de las canciones más icónicas del artista. La canción es una fusión de Dancehall y EDM, con líricas de hip hop. El vídeo fue dirigido por Jessy Terrero y contó con la participación especial de JabbaWockeeZ y Shhhh! del show estadounidense America's Best Dance Crew. Durante unos segundos, se puede ver a Musicólogo & Menes junto a Daddy Yankee entrando a la discoteca, mientras les sacan fotos. Este video ganó el premio a Vídeo del año en los premios Lo Nuestro del año 2009.
- Llamado de emergencia: es el tercer sencillo oficial del álbum una mezcla de reguetón con acordeón, producida por Musicólogo, con arreglos y la pista de Predikador y Luny, El vídeo fue grabado por un director boricua llamado Luis Enrique Rodríguez y fue prácticamente un corto de drama, contó con la participación de la coprotagonista de la película Katiria Soto. Esta canción obtuvo una nominación a los Grammy Latinos y ganó el premio al vídeo del año en los Premios Orgullosamente Latino.
- ¿Qué tengo que hacer?: fue el último sencillo promocional del álbum, fue lanzado a comienzos del 2009 junto a la versión remix junto al dúo Jowell & Randy, la canción fue producida por Musicólogo & Menes, el vídeo fue grabado en las playas de República Dominicana y la canción tiene mezcla de sonidos tropicales, siendo los más notables el Merengue y Reggae con claves muy famosas en la salsa.

## Lista de canciones
La versión oficial cuenta con 15 temas de los cuales 5 son en colaboración. Todos fueron coproducidos por Daddy Yankee & Gocho.

| N.º | Título                           | Escritor(es)                 | Productor(es)                       | Duración |  |
| 1.  | «Talento de Barrio»              | Ramon Ayala                  | Musicólogo & Menes                  | 3:07     |  |
| 2.  | «Pa-Kumpa!!»                     | Ramón Ayala                  | Musicólogo & Menes                  | 3:22     |  |
| 3.  | «Temblor»                        | Ramón Ayala                  | Musicólogo & Menes                  | 3:14     |  |
| 4.  | «Pose»                           | Ramón Ayala                  | Musicólogo & Menes                  | 3:37     |  |
| 5.  | «Llamado de emergencia»          | Ramón Ayala                  | Musicólogo, Luny Tunes & Predikador | 4:00     |  |
| 6.  | «Óasis de Fantasía»              | Ramón Ayala                  | Musicólogo & Menes                  | 3:05     |  |
| 7.  | «Salgo Pa' La Calle» (ft. Randy) | Ramón Ayala & Victor Cabrera | Luny Tunes & Tainy                  | 4:28     |  |
| 8.  | «¿Qué tengo que hacer?»          | Ramón Ayala                  | Musicólogo & Menes                  | 3:39     |  |
| 9.  | «Suelta»                         | Ramón Ayala                  | Musicólogo & Menes                  | 3:29     |  |
| 10. | «De La Paz y De La Guerra»       | Ramón Ayala                  | Musicólogo                          | 3:56     |  |
| 11. | «Pasión» (ft. Arcángel)          | Ramón Ayala & Austin Santos  | Musicólogo & Menes                  | 3:56     |  |
| 12. | «Como y Vete»                    | Ramón Ayala                  | Musicólogo & Menes                  | 3:41     |  |
| 13. | «K-ndela»                        | Ramón Ayala                  | Musicólogo & Menes                  | 3:41     |  |
| 14. | «Infinito»                       | Ramón Ayala                  | Musicólogo & Menes                  | 3:16     |  |
| 15. | «Somos de calle»                 | Ramón Ayala                  | Musicólogo & Menes, Echo & Diesel   | 3:35     |  |

| Digital Bonus Track |                   |              |               |          |  |
| N.º                 | Título            | Escritor(es) | Productor(es) | Duración |  |
| 16.                 | «No es culpa mía» | Ramón Ayala  | Luny Tunes    | 1:47     |  |

| Versión Especial CD Físico Best Buy |           |              |                          |          |  |
| N.º                                 | Título    | Escritor(es) | Productor(es)            | Duración |  |
| 16.                                 | «La Fuga» | Ramón Ayala  | Musicólogo, Tainy & Nely | 3:29     |  |
| 17.                                 | «Sólido»  | Ramón Ayala  | Musicólogo & Menes       | 3:29     |  |

Las canciones tuvieron como coproductores a Luny, Predikador, Almonte, Pinto Picasso & Elvis Crespo.

## Listas musicales
| Lista (2008)                       | Peak position |
| ---------------------------------- | ------------- |
| Argentina álbum Chart (CAPIF)      | 5             |
| México Top 100 México (AMPROFON)   | 28            |
| Argentina Anual Charts (CAPIF)     | 7             |
| Venezuela álbumes (Recordland)     | 1             |
| US Billboard 200                   | 13            |
| US Top Latin Album (Billboard)     | 13            |
| US Top Rap Albums (Billboard)      | 6             |
| US Latin Rhythm Albums (Billboard) | 1             |
| U.S. Billboard Top Soundtracks     | 3             |
| U.S. Billboard Top Rap Albums      | 6             |
| U.S. Billboard Top Latin Albums    | 1             |

### Sucesión y posicionamiento
| Predecesor: Si tú te vas de Los Temerarios | U.S. Billboard Top Latin Albums — Álbum N.º 1 30 de agosto de 2008 - 12 de septiembre de 2008 | Sucesor: Palabras del silencio de Luis Fonsi |

| Predecesor: Wisin vs. Yandel: Los extraterrestres de Wisin y Yandel | U.S. Billboard Latin Rhythm Albums — Álbum N.º . 1 (Primera vuelta) 30 de agosto de 2008 - 26 de septiembre de 2008   | Sucesor: The Royalty/La realeza de R.K.M. & Ken-Y                                |
| Predecesor: The Royalty/La realeza de R.K.M. & Ken-Y                | U.S. Billboard Latin Rhythm Albums — Álbum N.º . 1 (Segunda vuelta) 1 de noviembre de 2008 - 7 de noviembre de 2008   | Sucesor: Los de atrás vienen conmigo de Calle 13                                 |
| Predecesor: El juicio final de Héctor "El Father"                   | UNS. Billboard Latin Rhythm Albums — Álbum N.º . 1 (Tercera vuelta) 22 de noviembre de 2008 - 28 de noviembre de 2008 | Sucesor: Wisin y Yandel Presentan: La mente maestra de DJ Nesty y Wisin y Yandel |

### Certificaciones
| Certificaciones de Talento de Barrio: Original Motion Picture Soundtrack |          |                       |
| Estados Unidos                                                           | RIAA     | - 2x (Platino latino) |
| México                                                                   | AMPROFON | - 1× Oro              |

## Premios y nominaciones
La banda sonora Talento de Barrio fue nominada y galardonada en distintas ceremonias de premiación. A continuación, una lista con las candidaturas que obtuvo el disco:
Grammy Latinos
| Edición | Categoría            | Por                   | Resultado |
| ------- | -------------------- | --------------------- | --------- |
| 2009    | Mejor Álbum Urbano   | Talento de Barrio     | Nominado  |
| 2009    | Mejor Canción Urbana | Llamado de Emergencia | Nominado  |

Premios Juventud
| Edición | Categoría           | Por                   | Resultado |
| ------- | ------------------- | --------------------- | --------- |
| 2009    | Mi Ringtone         | Llamado de Emergencia | Nominado  |
| 2008    | Me Muero Sin Ese CD | Talento de Barrio     | Nominado  |

Premios Lo Nuestro
| Edición | Categoría              | Por                   | Resultado |
| ------- | ---------------------- | --------------------- | --------- |
| 2009    | Vídeo Del Año          | Pose                  | Ganador   |
| 2010    | Canción Urbana Del Año | ¿Qué tengo que hacer? | Nominado  |

Latin Billboards
| Edición | Categoría                  | Por               | Resultado |
| ------- | -------------------------- | ----------------- | --------- |
| 2009    | Mejor Álbum Latino del Año | Talento de Barrio | Ganador   |
| 2009    | Mejor Álbum Del Año        | Talento de Barrio | Ganador   |
| 2009    | Canción Latina del Año     | Pose              | Nominado  |

Premios Orgullosamente Latino
| Edición | Categoría       | Por                   | Resultado |
| ------- | --------------- | --------------------- | --------- |
| 2009    | Disco Del Año   | Talento de Barrio     | Nominado  |
| 2009    | Canción Del Año | Llamado de Emergencia | Nominado  |
| 2009    | Vídeo Del Año   | Llamado de Emergencia | Ganador   |

## Créditos y personal

### Compañías
- Productor Ejecutivo: Daddy Yankee
- Productor Musical: Daddy Yankee
- Director Creativo: Dustin Steward
- Producido Por:El Cartel Records & Machete Music
- Distribuido Por: Machete Music
- Grabado en: El Cartel Records
- Masterizado en: Fullersound Inc.
- Licencias Musicales: Los Cangris Music Publishing

### Canciones
- Daddy Yankee: Coproductor (1 al 15), Escritor (1 al 15), Intérprete (1 al 15)
- Menes: Productor (1 al 4,6,8,9,11 al 14), Ingeniero de Mezcla (4,8,11,12,13)
- Musicologo: Productor (1,3 al 6,8 al 14), Ingeniero de Mezcla (4,8,11,12,13)
- Pinto Picasso: Arrego de Voces (9,14), Coros (10)
- Marc Lee: Ingeniero de Mezcla (1,2,3,5 al 10,12,13,14)
- Echo The Lab: Productor (15), Ingeniero de Mezcla (15)
- Hyde El Verdadero Químico: Ingeniero de Mezcla (4,11)
- Predikador: Arreglos Musicales (5)
- Luny Tunes: Productor (7), Arreglos Musicales (5), Escritor (7
- Almonte: Ingeniero de Grabación (8)
- Melvin Garriga: Trompeta (10)
- Felipe Díaz: Saxofón (10)
- Diesel: Productor (15)
- Tainy: Productor (7)
- Arcángel: Escritor (11), Intérprete (11)
- Randy: Intérprete (7)

## Historial de lanzamientos
| País | Fecha                | Formato | Discográfica                      | Distribución  |
| ---- | -------------------- | ------- | --------------------------------- | ------------- |
|      | 12 de agosto de 2008 | CD      | El Cartel Records • Machete Music | Machete Music |